# Dragomán

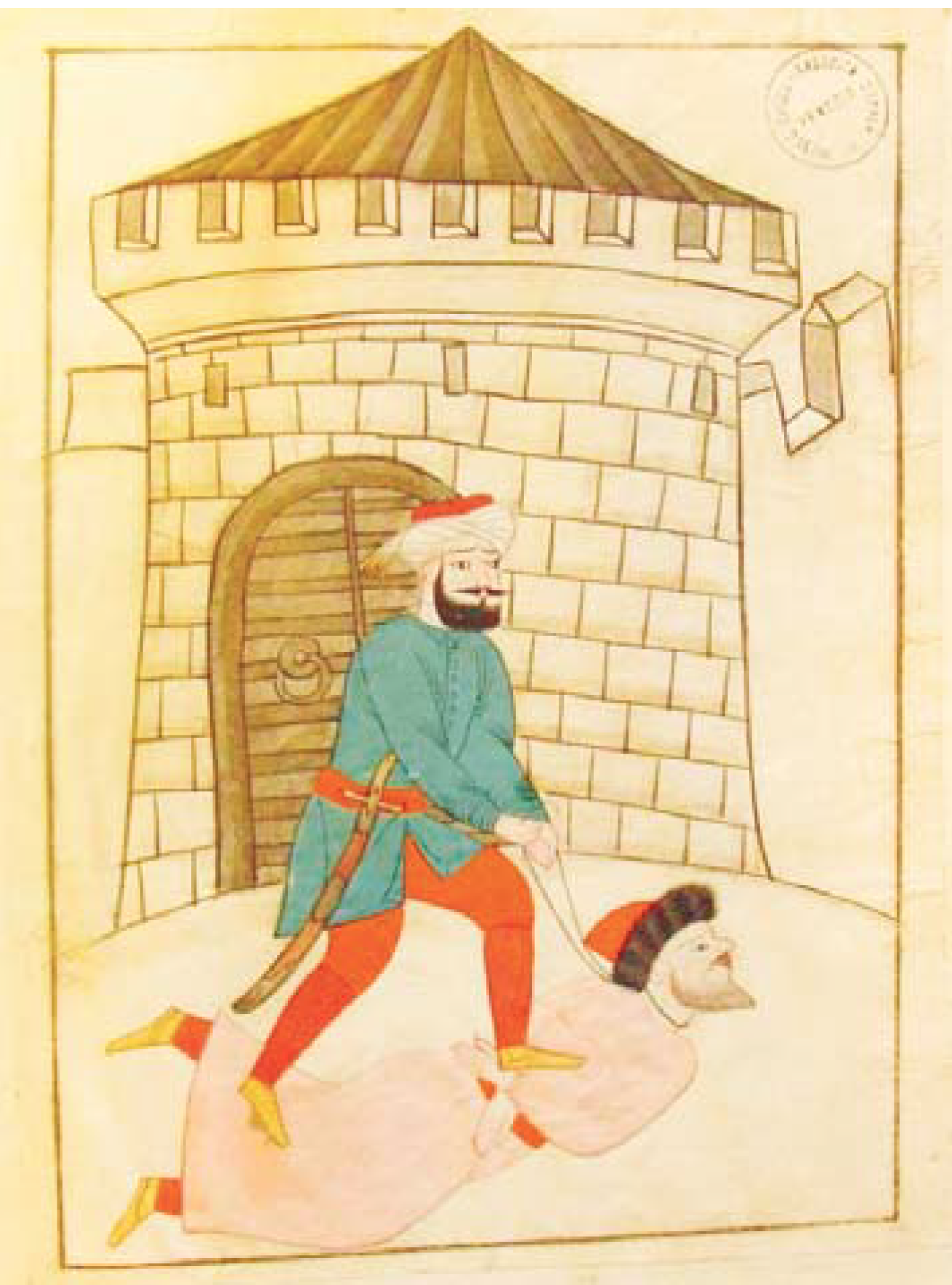
Gran Dragoman Grillo estrangulado por orden del Gran Visir.

Dragomán, truchimán, trujimán o trujamán es un término oriental usado para designar a un intérprete lingüístico. En España se utilizó hasta el siglo XVII, cuando empezó a ser sustituido por traductor o intérprete. Proviene del idioma árabe ترجمان (tarǧumān «traductor» o «intérprete»).
En el Imperio otomano y en Oriente próximo, había varias familias que se dedicaban a esta actividad, y llegaron a constituir verdaderas dinastías, como los Chabert, Crutta, Dantan, Deval, Fleurat, Fonton, Fornetti, Pisani, Roboly, Salvago, Tarsia, Testa, Timoni o Wiet.

## Etimología y variantes
En árabe el término es ترجمان (tarǧumān) y en turco tercüman. Proviene de la raíz semítica tetraliteral ت-ر-ج-م (t-r-ŷ-m), que aparece en lengua acadia con la forma targumannu y en arameo con la forma targemana. En hebreo se diferencia entre מתרגם (metargem) —que se refiere al traductor (de textos escritos)— y מתורגמן (meturgeman) que se refiere al intérprete (de conversaciones o discursos de viva voz). La segunda acepción es más cercana a la mencionada en otras lenguas, aunque ambas provienen de la misma raíz semítica. 
Durante la Edad Media, la palabra pasó a las lenguas europeas: en inglés medieval es dragman, en francés antiguo es drugeman, en latín medieval es dragumannus y en griego medieval δραγομάνος. En épocas posteriores aparece el término con la forma alemana trutzelmann, las francesas trucheman o truchement (en francés moderno sería drogman), las catalanas torsimany i trujamà, la italiana turcimanno y las españolas trujamán, trujimán y truchimán; estas variantes apuntan a una palabra turca o árabe que sería «turŷuman», con una vocalización diferente.